# Le Verguier
Le Verguier település Franciaországban, Aisne megyében. Lakosainak száma 215 fő (2022. január 1.). Le Verguier Jeancourt, Maissemy, Pontru, Vendelles és Villeret községekkel határos.

## Népesség
A település népességének változása:
| Lakosok száma | 256  | 204  | 225  | 231  | 214  | 214  | 219  | 220  | 221  | 215  |
|               | 1968 | 1982 | 1990 | 2006 | 2013 | 2015 | 2017 | 2019 | 2020 | 2022 |